# Dusona plauta
Dusona plauta là một loài tò vò trong họ Ichneumonidae.